# (not adam)
(not adam) è un EP di Foetus pubblicato nel 2004 dalla Ectopic Ents/Birdman.
(not adam) è un EP promozionale per l'album Love.

## Tracce
1. (Not Adam) – 4:16
2. Miracle (Jay Wasco Remix) – 4:42
3. Not In Your Hands – 5:22
4. Time Marches On (End Remix) – 3:36

## Formazione
- J. G. Thirlwell - voce, tutti gli strumenti eccetto:
- Kurt Wolf - chitarra (2)

## Produzione
- J. G. Thirlwell - produzione, direzione
- Jay Wasco - remix, post-produzione, arrangiamenti (2)
- Charles Pierce - remix, post-produzione (4)